# Каньємбо Мпемба
Каньємбо Мпемба (д/н — бл.1760) — 2-й мвата-казембе (володар) держави Казембе в 1745—1760 роках.

## Життєпис
Син військовика-лунди Мпемби та Чин'янти, зведений брат мвати Нгонду Білонди. Спадкував владу близько 1745 року. Продовжив загарбницьку політику. Переправившись через річку Луапула в Матанді, завоював корінне населення, відоме під назвою шіла в долині річки Луапула. Скориставшись боротьбою між собою, підкорив вождівства Мбулу і Калаби, на південь від річки Луонго, та Чибве і Чунгу, клани групи мукулу народу бемба, на північ від озера Бангвеулу. Потім встановив владу над вождями плмен біса напівденний схід від Чунгу. Втім ці успіхи не мали тривалого характеру. Ймовірно було отримано лише одноразову данину та захоплено якусь здобич.
Саме він перетворив Казембе на повноцінну державу, але залежну від імперії Лунда. За цим уклав мирні угоди з державою Бемба.
Помер Каньємбо Мпемба близько 1760 (на думку деяких дослідників навіть 1770 року, що більш сумнівно). Йому спадкував небіж Луквеза Ілунга.